# Le Guédeniau
Le Guédeniau è un ex comune francese di 345 abitanti situato nel dipartimento del Maine e Loira nella regione dei Paesi della Loira.
Fino all'11 luglio 2010 il comune si è chiamato Le Guédéniau.
Dal 1º gennaio 2016 è accorpato al nuovo comune di Baugé-en-Anjou.

## Società

### Evoluzione demografica
Abitanti censiti